# Kaz (Comiczeichner)

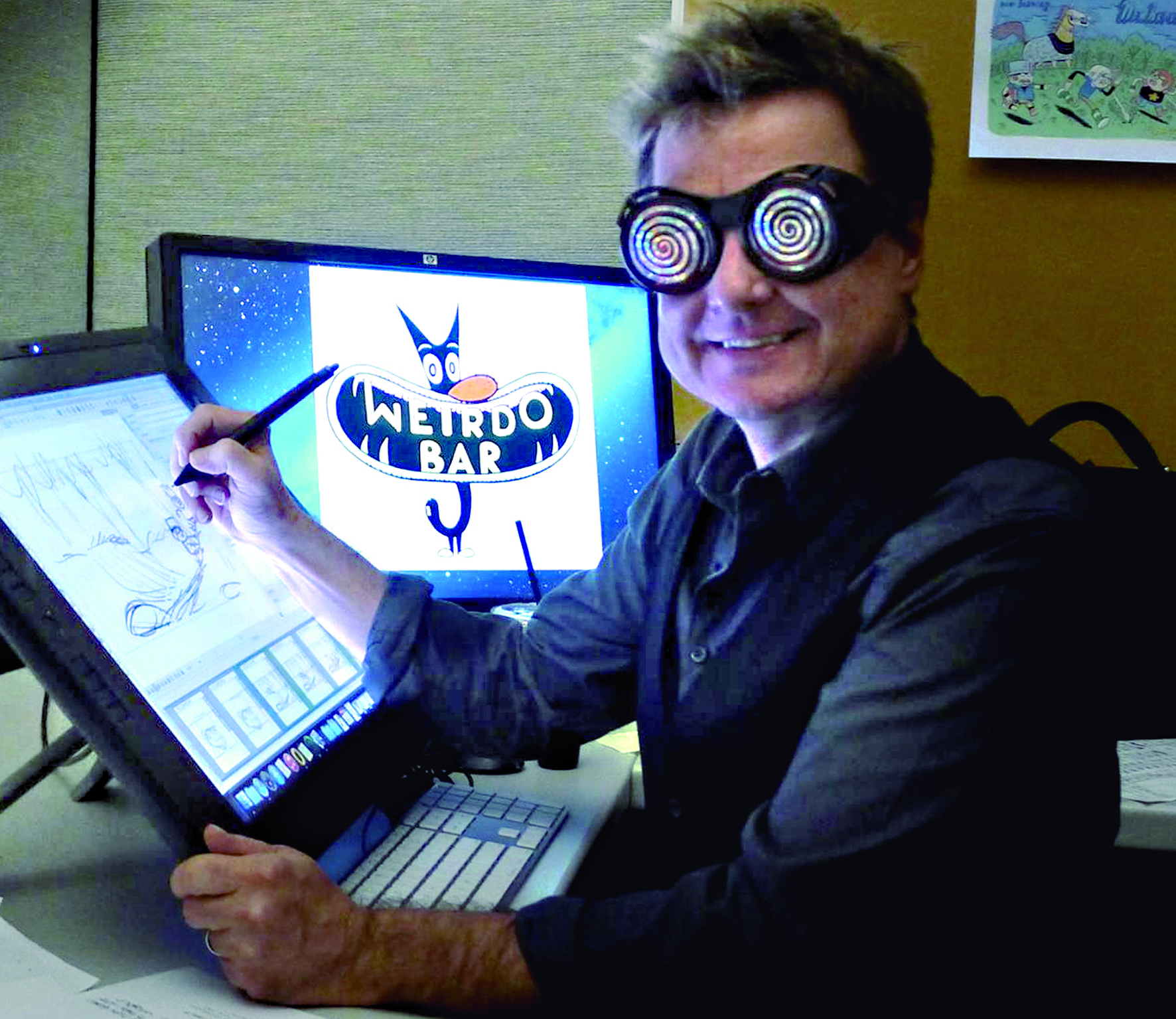
Kaz

Kaz (* 1959 als Sohn litauischer Flüchtlinge in Hoboken, New Jersey; mit bürgerlichem Namen Kazimieras G. Prapuolenis) ist ein US-amerikanischer Underground-Comiczeichner. Er lebt und arbeitet in Manhattans Upper West Side in New York City.

## Leben
Im zweiten Jahr seines Studiums an der New Yorker School of Visual Arts (wo er Art Spiegelmans und Harvey Kurtzmans Kurse über Comiczeichnen besuchte) wurde Kaz erstmals im Magazin The New York Rocker veröffentlicht, 1980 dann auch in RAW.
Großen Einfluss auf Kaz’ eigene Kunst hatten unter anderem Elzie Segars frühe Arbeiten an Popeye, George Herrimans Krazy Kat, Chester Goulds Dick Tracy, Ernie Bushmillers Nancy und Robert Crumbs Arbeiten.
Von 1987 bis 1989 moderierte Kaz mit Chris T die Radioshow The Nightmare Lounge auf dem free-form Radiosender WFMU, in der auch namhafte Künstler wie Peter Bagge, Rob Williams, Gary Panter, Mark Newgarden, Joe Coleman und die Friedman Brüder interviewt wurden.
1991 begann Kaz mit der Arbeit an seinem Comicstrip Underworld, der seit 1992 wöchentlich erscheint. Mittlerweile sind bei Fantagraphics Books vier Sammelbände von Underworld veröffentlicht worden. In den frühen Neunzigern brachte Kaz auch seine eigene Anthologie, Snake Eyes heraus, die aber wegen Organisationsschwierigkeiten nach nur drei veröffentlichten Ausgaben eingestellt wurde.
Er arbeitete außerdem an Nickelodeons Spongebob Schwammkopf und für das Nickelodeon’s kids magazine, entwarf das Titelbild für Mark Leyners Roman My Cousin, My Gastroenterologist, arbeitete an Sammelkartensätzen für Topps Trading Cards, für Pee-Wee Hennan Designs mit Gary Panter und ist weiterhin noch an einer Vielzahl anderer Projekte beteiligt, wie der Produktion einer eigenen Zeichentrickserie.
Seine Comicstrips erschienen unter anderem im East Village Eye, in der New York Press, in Weirdo, Eclipse, Bad News, Details, The New Yorker, Swank, Screw, Bridal Guide, National Lampoon und Zero Zero.

## Bibliografie
In Deutschland sind Kaz’ Arbeiten bisher nur teilweise im Magazin STRAPAZIN veröffentlicht worden. Die folgende Liste beschränkt sich auf die wesentlichen US-amerikanischen Comic-Veröffentlichungen. Sie wurden ausschließlich von Fantagraphics verlegt.
- 1988 Buzz Bomb an Anthology of Comics. ISBN 0-930193-57-1
- 1990 Snake Eyes I. ISBN 1-56097-058-8
- 1992 Snake Eyes II. ISBN 1-56097-075-8
- 1997 Sidetrack City and Other Tales. ISBN 1-56097-198-3
- 1997 Underworld Vol. 1: Cruel and Unusual Comics. ISBN 1-56097-169-X
- 1997 Underworld Vol. 2: Bare Bulbs. ISBN 1-56097-258-0
- 1998 Underworld Vol. 3: Ink Punk. ISBN 1-56097-325-0
- 2001 Snake Eyes III. ISBN 1-56097-125-8
- 2001 Underworld Vol. 4: Duh. ISBN 1-56097-416-8
- 2004 Underworld Vol. 5: My Little Funny. ISBN 1-56097-567-9